# Одоровски пещери
Одоровските пещери (на сръбски: Одоровске пећине) са пещери в Западните покрайнини, в сръбската част на областта Забърдие.
Въпреки че са наречени на село Одоровци, (Височки Одоровци), което се намира на север от тях, пещерите са част от землището на разположеното на два километра на юг с. Петърлаш. Те са Главна пещера (Попова печ), Кристална (Данчулица), Джеманска пропаст (пећина), Тъвна дупка, Неделина дупка и Оджина (Ходжина) дупка или Яма. Някои от пещерите са били обитавани от човека от времето на Бронзовата епоха.

## Главна (Попова) пещера
Главната (Попова) пещера е открита през 1966 година, а е изследвана след 1968 година Първата спелеоложка експедиция в пещерата е проведена през 1969 г. от професор Йован Петрович, който е и автор на първите специализирани публикации за Попова пещера. Тя е съставена от няколко зали с различна големина: Входна - дължина 18 м., широчина - 10 м и височина 8-12 м., Централна - висока 3,5 м., Каменита - широка 20 м и висока 8-14 м., Арагонитска. Арагонитската зала се приема за рядкост в Европа и за най-голямата атракция на Поповата пещера със своите пухкави кристали от арагонит в нюанси от снежно-бял до ярко-червен цвят.

## Данчулица
Кристалната пещера (Данчулица) се намира на 240 м. западно от Главната пещера. Има два входа. Нейната зала, който е богата с различни форми и образования, е дълга 47 м., а широка – 8-12 м. Пещерата два канала, които я свързват с Главната пещера и с Джеманската пропаст.

## Джеманска пропаст
Джеманската пропаст е суха пещера с вертикален вход и хоризонтално разположение. Входният отвор е дълбок 25 и широк 10 метра.